# Brooklyn Museum
Das Brooklyn Museum (von 1997 bis 2004 Brooklyn Museum of Art) ist das zweitgrößte Museum in New York City und eines der größten und ältesten Museen Nordamerikas. Der Bestand umfasst eine große Sammlung altägyptischer Meisterwerke und Arbeiten vieler Kulturen aus der ganzen Welt, insbesondere der chinesischen, der koreanischen und der nahöstlichen Kunst. Die moderne Kunst ist mit exemplarischen Arbeiten aus dem 19. und 20. Jahrhundert vertreten. 
Der Museumskomplex ist Teil einer Park- und Gartenanlage aus dem 19. Jahrhundert, zu der unter anderem der Prospect Park, der Brooklyn Botanic Garden und der Prospect Park Zoo gehören. Das Museum liegt in Brooklyn und besitzt eine eigene U-Bahn-Station (Eastern Parkway – Brooklyn Museum).

## Geschichte

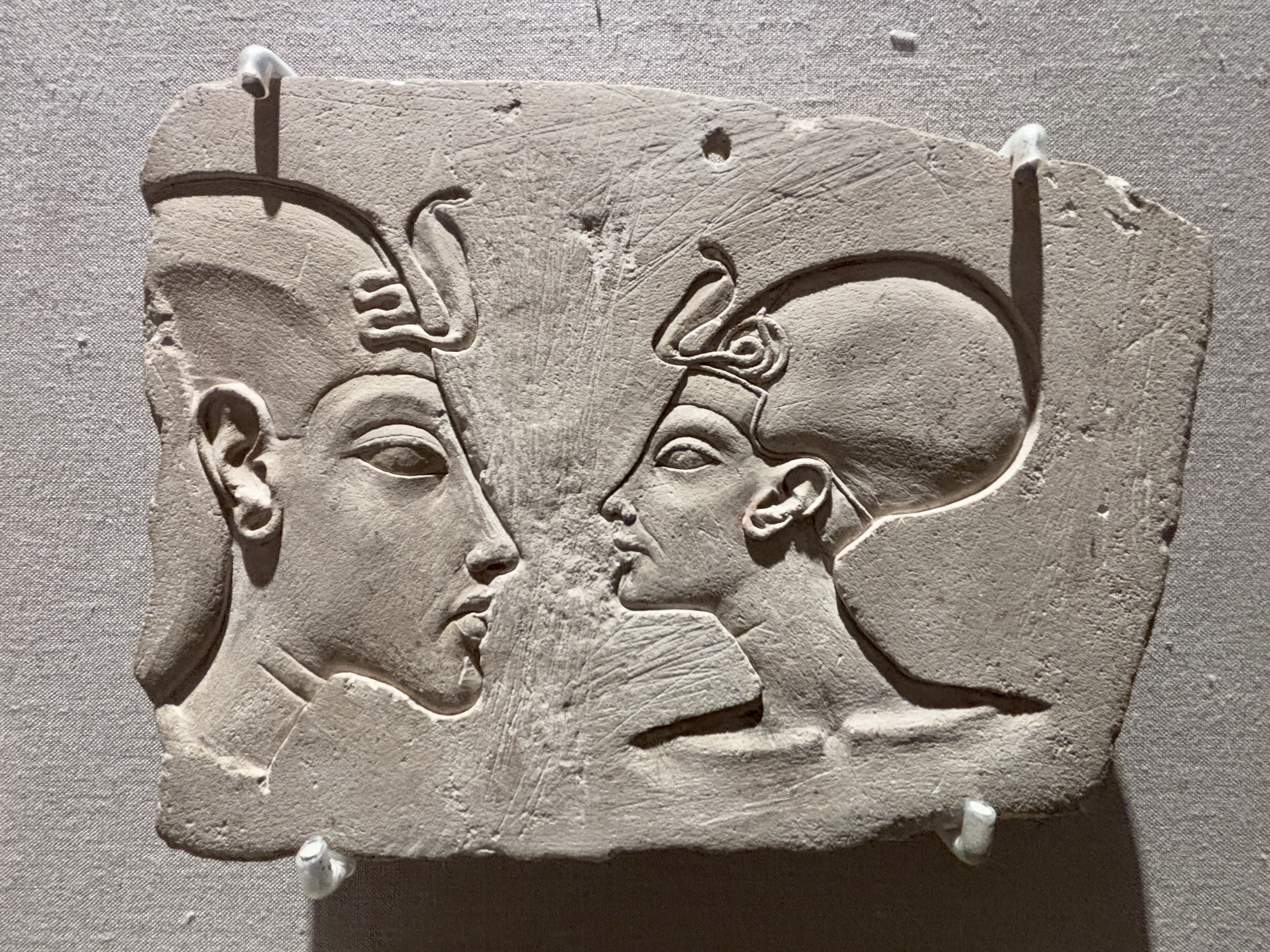
Ägyptisches Amarna-Relief aus der Wilbour-Sammlung

Das riesige Gebäude wurde 1885 von den New Yorker Architekten McKim, Mead and White im Stil des Neoklassizismus entworfen, es wurde 1887 eröffnet. Mit seinem großzügigen Kuppelbau und seinen weitläufigen Galerien, Sälen und Säulengängen war es als größter Museumsbau der Welt geplant, doch wurde bis heute nur etwa ein Fünftel des ursprünglich geplanten Gebäudes fertiggestellt. Von dem amerikanischen Bildhauer Daniel Chester French stammen die 1916 entstandenen allegorischen Figuren Brooklyn (auf der rechten Seite) und Manhattan (auf der linken Seite des Portikus). 
Die ursprünglichen Bestände des Brooklyn Museums umfassten Gemälde und naturwissenschaftliche sowie ethnologische Sammlungen. 1916 kam durch eine Schenkung des Ägyptologen Charles E. Wilbour eine Ägypten-Sammlung hinzu. Sie zählt heute weltweit zu den umfangreichsten und wertvollsten Sammlungen dieser Art. Am 22. August 1977 wurde das Museumsgebäude als Baudenkmal in das National Register of Historic Places eingetragen.
1988 wurde das Gemälde Der Ursprung der Welt (L’Origine du monde) von Gustave Courbet (1819–1877) hier weltweit erstmals öffentlich präsentiert. Bei der Ausstellung Sensation: Young British Artists from the Saatchi Collection kam es 1999 zu einem Eklat. Bürgermeister Rudy Giuliani bezeichnete ein Werk als „krankhaft“ und verlangte dessen Entfernung und strich dem Museum Zuschüsse in Höhe von 7,2 Millionen Dollar, konnte sich aber nicht durchsetzen. Ein Gericht nahm die Streichung der Mittel mit dem Verweis auf die Freiheit der Kunst wieder zurück.
2003/2004 wurde das Museumsgebäude durch den Architekten James Polshek für über 60 Millionen Dollar umgebaut und erhielt im Eingangsbereich einen modernen Glaspavillon vorgesetzt. Auf dem Vorplatz hat das kalifornische Designbüro Wet einen Aufsehen erregenden Brunnen mit einem „Wasserballett“ installiert.

## Die Sammlung

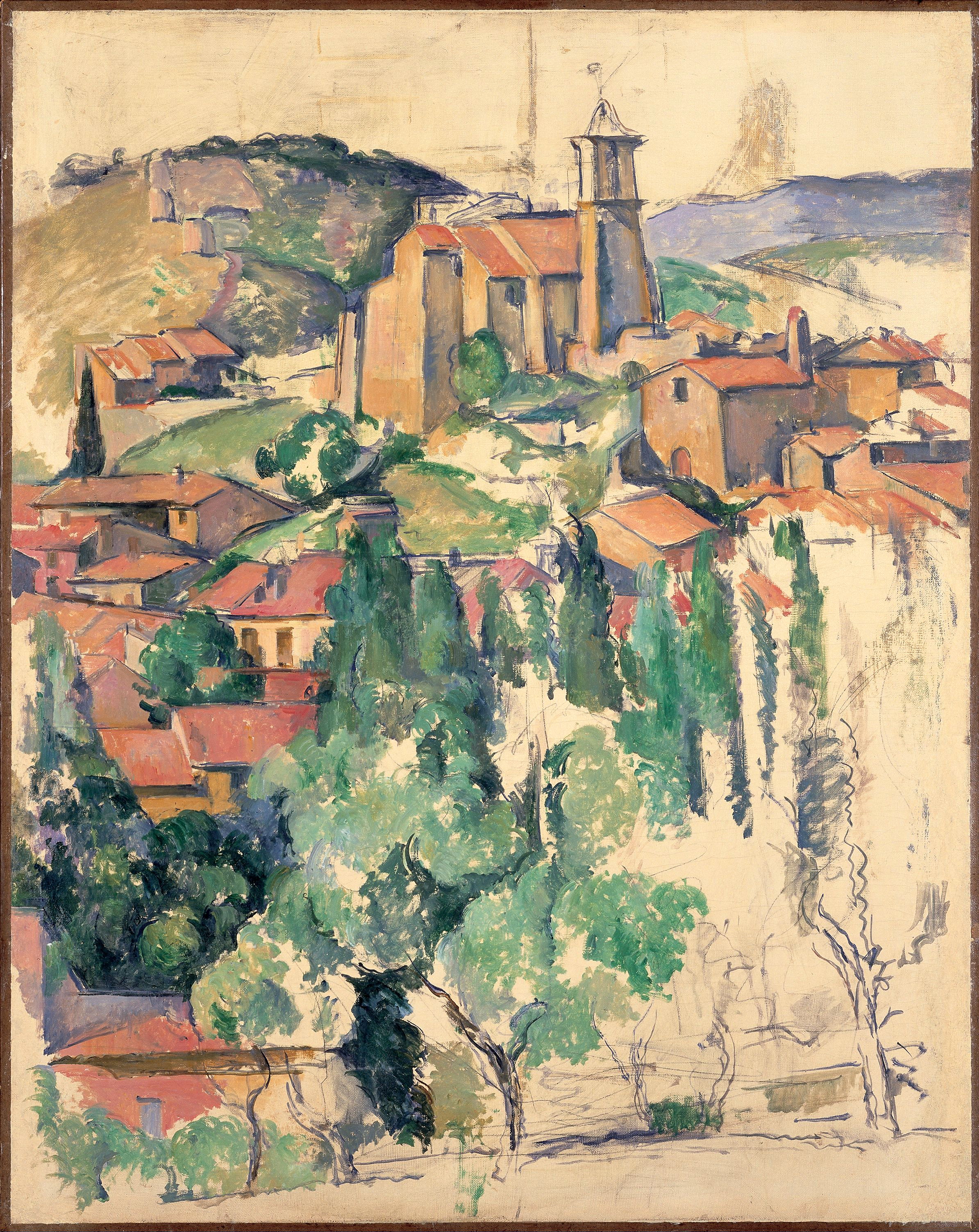
Paul Cézanne, Blick auf Gardanne, Öl auf Leinwand, 1885/86

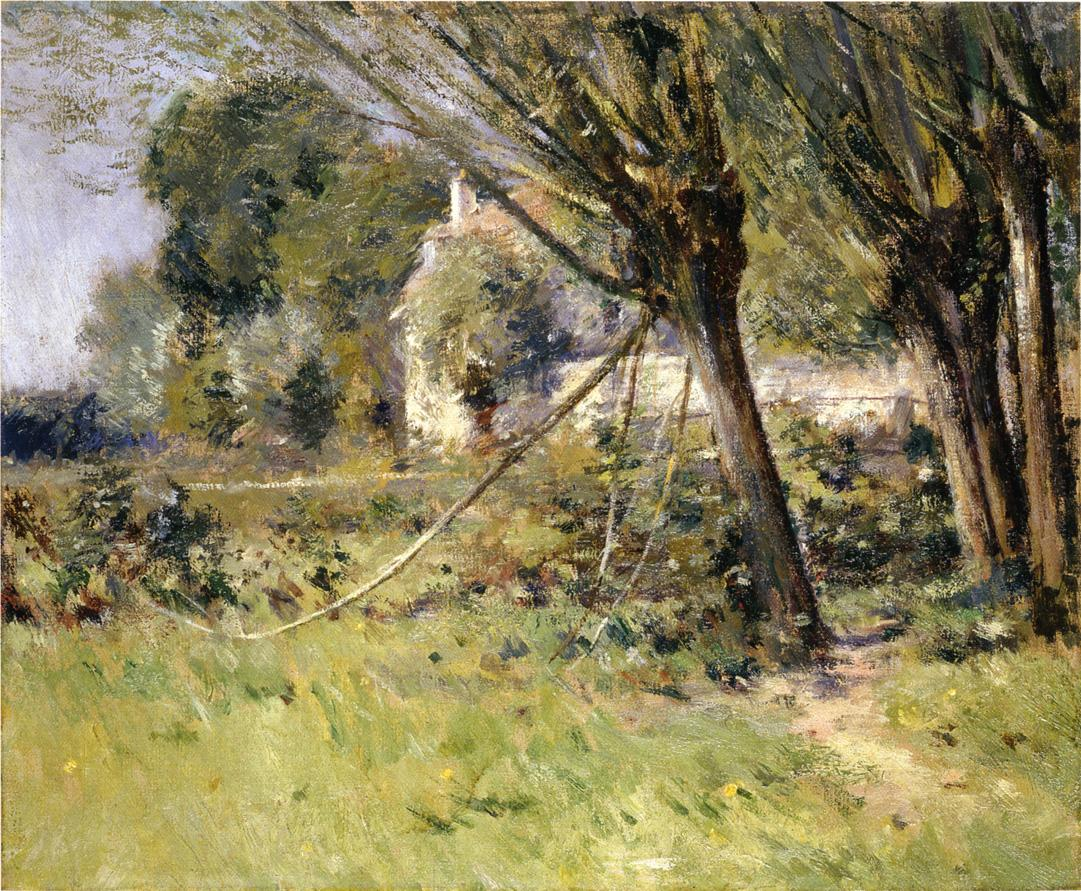
Theodore Robinson, Weiden, ca. 1891, Öl auf Leinwand

Im Erdgeschoss befinden sich die Sammlungen mit indigener Kunst indianischer und afrikanischer Völker sowie Flächen für Wechselausstellungen. 
Der 1. Stock ist für die Ausstellung asiatischer Kunst reserviert wie indische Miniaturen und islamische Kalligraphie, außerdem wird dort sowohl die chinesische als auch die japanische Kunst in Dauer- und Wechselausstellungen gezeigt. 
In der 2. Etage des Museums befinden sich die oben erwähnte Sammlung ägyptischer Kunst sowie die Sammlungen koptischer, griechischer, römischer und nahöstlicher Kunst. 
Anziehungspunkt im 3. Stock sind 25 vollständig eingerichtete amerikanische Räume aus der Zeit von 1715 bis 1880 sowie Gebrauchsgegenstände des täglichen Lebens aus dieser Zeit. Weiterhin befinden sich hier Sammlungen europäischer und amerikanischer Kostüme. 
Im 4. Stock befindet sich eine umfangreiche Sammlung amerikanischer Gemälde und Skulpturen des 19. und 20. Jahrhunderts mit Arbeiten unter anderen von Georgia O’Keeffe, Louise Bourgeois, Jim Dine, Mark Rothko, Robert Rauschenberg, Richard Diebenkorn und Alex Katz sowie Fotografien von Edward Weston und Edward Steichen. Europäische Kunst ist mit exemplarischen Arbeiten von Auguste Rodin, Henri Matisse, Edgar Degas, Paul Cézanne, Camille Pissarro und anderen vertreten. 2007 wurde hier außerdem das Elizabeth A. Sackler Center for Feminist Art eröffnet, dessen zentraler Mittelpunkt die Installation „The Dinner Party“ von Judy Chicago ist.
In Wechselausstellungen waren Arbeiten von Jean-Michel Basquiat, Sigmar Polke, Ron Mueck und 2006 eine Retrospektive des Fotografen William Wegman zu sehen.